# José Joaquim da Rocha

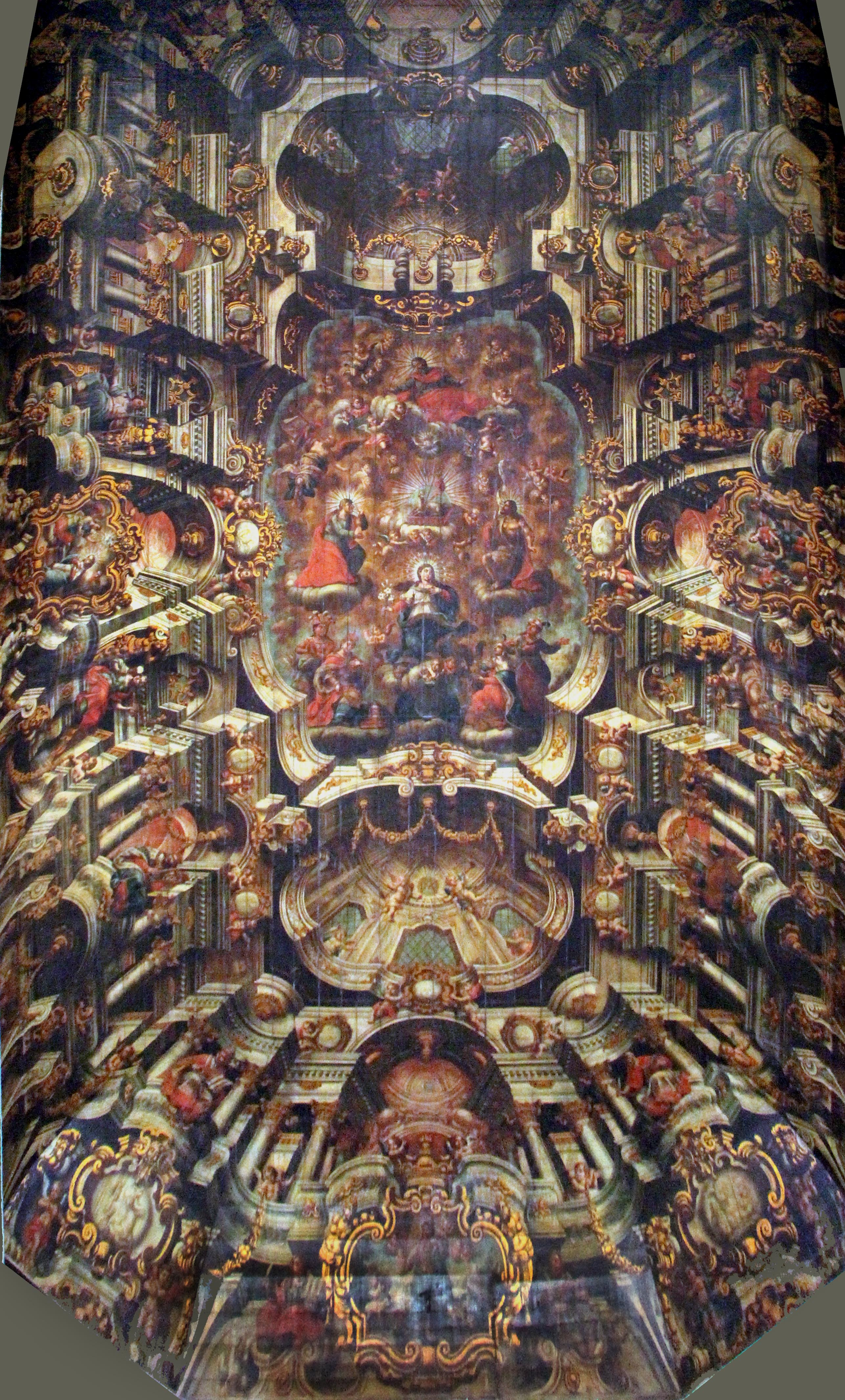
Teto da Igreja de Nossa Senhora da Conceição da Praia, sua obra mais famosa

José Joaquim da Rocha (c. 1737 – Salvador, 12 de outubro de 1807) foi um pintor, encarnador, dourador e restaurador brasileiro. 
Tendo como único mecenas a Igreja Católica, sua produção se desenvolveu toda no domínio da arte sacra. Deixou obra numerosa e de caráter erudito, afastando-se da tradição popular tão comum nos tempos coloniais, e embora tenha muitos momentos de alto nível, é desigual, em parte porque desde que se tornou reconhecido sempre contou com muitos discípulos e aprendizes que o auxiliavam, aos quais entregava grandes porções do trabalho, e em parte pelo uso, como inspiração, de uma iconografia variada em gravura de qualidade irregular. Ambas as práticas eram, no entanto, comuns na época. 
Pintou muitas peças de cavalete, mas suas composições mais afamadas são os grandes tetos de igrejas realizados na técnica da perspectiva ilusionística, organizando complexas estruturas arquitetônicas virtuais ornamentadas com guirlandas e rocalhas, que sustentam um medalhão central, onde aparece a cena principal do conjunto, em geral apresentando Cristo ou a Virgem Maria em situações glorificantes. Como foi a praxe do período Barroco em que atuou, a pintura deveria edificar o observador e instruí-lo nos preceitos da Igreja, fazendo uso de uma plasticidade suntuosa e atraente ao olhar, que através da sedução dos sentidos levasse o devoto à contemplação das belezas do espírito.
Apesar de já ter recebido a atenção crítica de vários especialistas de renome, o estudo de sua produção ainda carece de aprofundamento e muito ainda permanece no terreno da conjetura, em particular no que diz respeito à autoria, pois não assinou nenhuma obra e grande parte do que deixou é-lhe atribuído apenas com base na tradição oral, sem documentação corroborante, o que dificulta o entendimento da sua trajetória e estilo. A despeito dessas incertezas, a partir do que se conhece com mais segurança, José Joaquim da Rocha já foi reconhecido como artista de importância superior, considerado o fundador da escola baiana de pintura, o maior de seus integrantes e um dos grandes mestres do Barroco brasileiro. Deixou vários discípulos e influenciou duas gerações de continuadores, que preservaram princípios da sua estética até meados do século XIX.

## Biografia
Pouco se sabe sobre sua vida, e a maioria das obras atribuídas a ele não tem documentação comprobatória. Diz um manuscrito anônimo encontrado por Carlos Ott na Biblioteca Nacional e datável entre 1866 e 1876 que José Joaquim era procedente de Minas Gerais, mas essa origem é duvidosa. Outros autores apontam Salvador, o Rio de Janeiro ou mesmo Portugal. O ano em que nasceu também é incerto, mas foi dito que ao falecer em 1807 tinha 70 anos.
Entre 1764 e 1765 esteve em Salvador, possivelmente estudando com Antônio Simões Ribeiro. Na cidade, auxiliou Leandro Ferreira de Sousa na pintura de um painel de Jesus atado à coluna e douramento da moldura, obra realizada para o Recolhimento da Santa Casa, conforme um recibo de pagamento que sobreviveu. O custo foi de 9$600 réis. Nesta época morou no andar de cima de um pequeno sobrado pertencente à Santa Casa, pagando um aluguel de 7$500 réis a cada três meses que nem sempre pôde honrar, o que indica uma pobre condição.
Entre 22 de janeiro de 1766 e 28 de agosto de 1769 não há qualquer registro sobre sua vida. Pode ter se dirigido a João Pessoa para trabalhar no Convento e Igreja de Santo Antônio, mas hoje é objeto de grande debate a autoria do famoso teto da igreja, com a cena da Glorificação dos Santos Franciscanos, às vezes atribuída a ele mas sem documentação. É possível, como sustenta uma tradição oral, que neste período tenha ido se aperfeiçoar em Lisboa, entrando em contato com Antonio Lobo e Jerônimo de Andrade — embora não se saiba quem possa ter sido o seu mecenas. Mas como pensa a pesquisadora Maria de Fátima Campos, Salvador já possuía condições de prover um ensino adequado a um jovem talentoso. De qualquer forma, quando reaparece já é inegavelmente um pintor maduro, disputando com mestres estabelecidos, Domingos da Costa Filgueira e José Renovato Maciel, uma grande encomenda de pintura de perspectiva ilusionística, técnica que exigia um grande domínio do ofício, a ser realizada na Igreja de Nossa Senhora da Saúde e Glória. Apesar de oferecer um preço mais vantajoso, o trabalho foi entregue a Filgueira. Ao que parece, continuava a viver pobremente, alugando uma casinha na Rua dos Capitães.

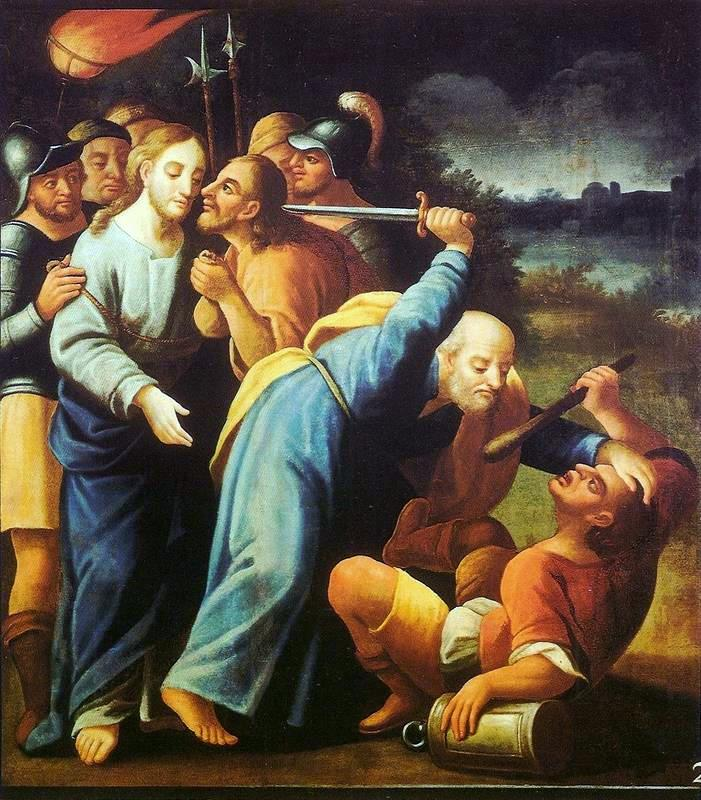
O beijo de Judas e Pedro cortando a orelha de Malco. Bandeira da Procissão dos Fogaréus. Museu da Santa Casa de Misericórdia da Bahia

Pode ter ido em 1769 para Recife a fim de decorar o forro da igreja do Convento de Santo Antônio, mas a autoria da obra é incerta. Em 1770 pode ter decorado a Igreja da Ordem Terceira de Nossa Senhora da Conceição do Boqueirão. Em 1772 ou 1773 estava em Salvador e foi contratado para executar a pintura de perspectiva ilusionística no teto da Igreja de Nossa Senhora da Conceição da Praia, na época uma das igrejas mais importantes da Bahia. O trabalho resultou na sua obra-prima, que é também uma das mais notáveis pinturas em seu gênero no Brasil. Trata-se de uma grande Glorificação da Imaculada Conceição entre alegorias dos quatro continentes, figuras divinas e uma arquitetura ilusionística monumental. O contrato exigia também que pintasse a capela-mor e encarnasse a estátua de Nossa Senhora no altar-mor. Cobrou o preço irrisório de 1.009$920 réis por tudo, mas ao entregar a encomenda recebeu mais 180$000 réis a título de compensação pelos prejuízos. O sucesso da composição no teto da nave lhe valeu pelo menos a consagração definitiva como o melhor pintor da Bahia. A partir de então pôde começar a manter uma equipe permanente de ajudantes e formar discípulos. Em 1777 recebeu a incumbência de pintar uma Visitação de Nossa Senhora a Santa Isabel para o retábulo-mor da capela da Santa Casa, e que é um de seus melhores trabalhos de cavalete.
Segue-se um período muito produtivo, em que em poucos anos realizou — pelo menos segundo a tradição — diversas obras de vulto. Entre 1778 e 1780 a Ordem Terceira do Carmo o contratou para dourar o retábulo da capela-mor, e pode ter feito também o painel com a imagem, trabalho perdido em um incêndio pouco tempo depois. Em torno de 1780 pintou outra Visitação para a Secretaria da Santa Casa, na mesma época em que esteve envolvido com os tetos da Igreja do Bom Jesus dos Aflitos (c. 1780), da Igreja do Rosário dos Pretos (1780) e da Igreja da Ordem Terceira de São Domingos (1781). Em 1785 iniciou trabalhos para a Igreja de Nossa Senhora da Palma que só seriam terminados vários anos mais tarde. Na primeira fase se resumiu a fazer o projeto do medalhão central e da perspectiva do teto, mas a execução ficou a cargo de um pintor desconhecido, talvez seu discípulo Veríssimo de Freitas.
Entrementes, parece que pintou o teto da Matriz de São Pedro Velho. O contrato não sobreviveu para confirmar a atribuição, mas os arquivos paroquiais acusam sua eleição como Irmão da Ressurreição em 5 de novembro de 1786, o que pelo menos atesta sua ligação com a irmandade mantenedora da igreja e pode indicar que ele foi o autor. A pintura foi, anos mais tarde, retocada por José Rodrigues Nunes, e em tempos recentes, destruída junto com a igreja, uma infelicidade, pois segundo Cunha Barbosa, que a viu em 1900, era a mais perfeita de todas as suas obras de perspectiva. No mesmo período pode ter sido o autor do teto e duas telas na Matriz de Nazaré em Salvador. Essa quantidade de grandes encomendas não teria sido possível de atender se já não tivesse a esta altura uma grande equipe de assistentes e aprendizes para auxiliá-lo.

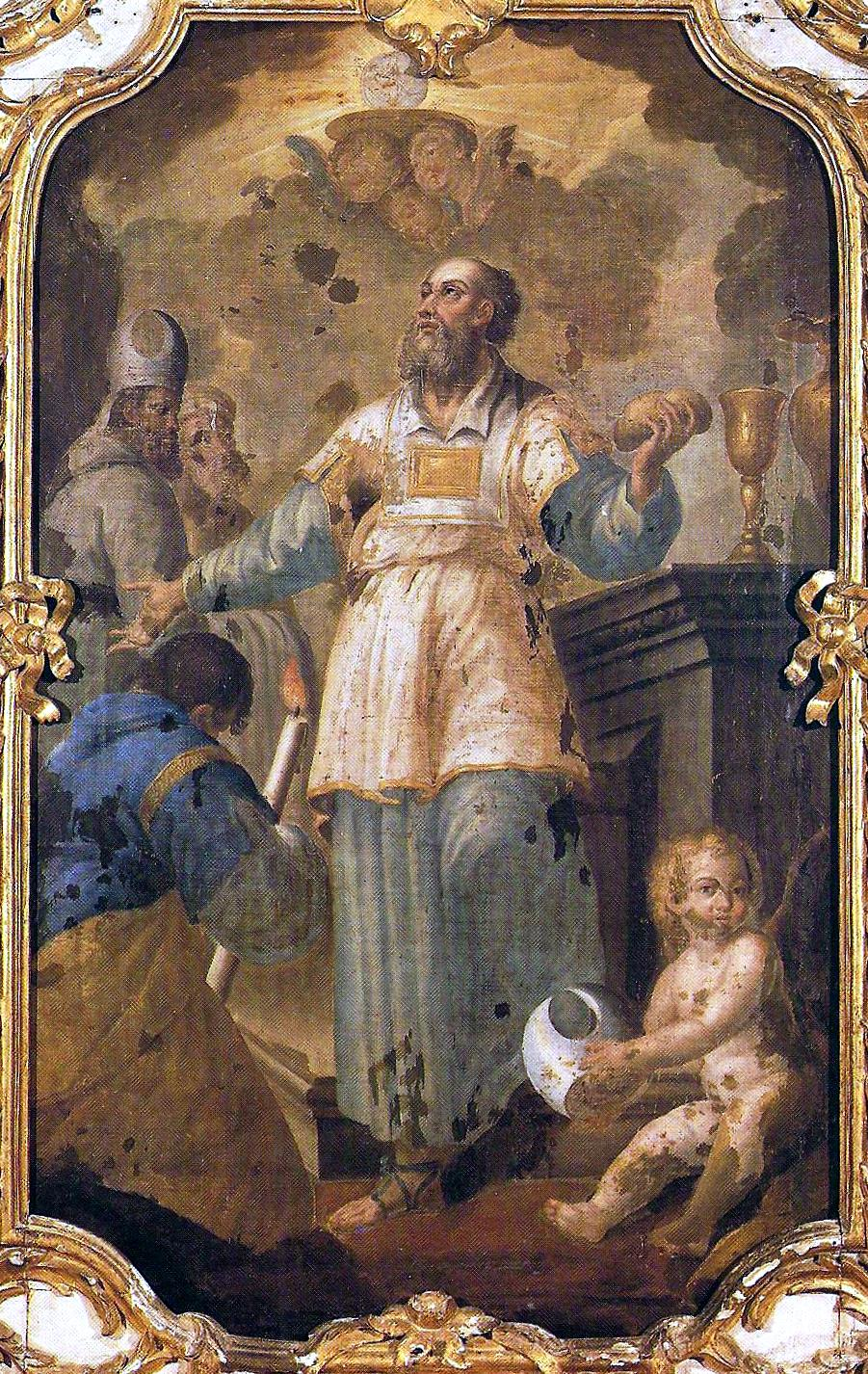
Sacerdote judeu oferecendo pão e vinho, Museu de Arte Sacra da Bahia

Em torno de 1790, deixou mais uma série de painéis secundários na Igreja da Palma, cuja autoria pessoal parece mais garantida. A Igreja da Palma, desta forma, se tornou o maior repositório de obras de José Joaquim. Em troca de sua constante atenção para com as necessidades da igreja, a irmandade do Bom Jesus da Cruz o nomeou Irmão Honorário. Em 1792 criou seis quadros grandes para a capela-mor da Santa Casa, sendo encarregado também de dourar as molduras, pelo que recebeu 140$000 réis. Pouco depois deixou vários painéis na Capela das Mercês.
Embora nesta fase sua situação econômica já fosse bem melhor do que fora quando jovem, nunca enriqueceu, a despeito das inúmeras encomendas e de já poder estabelecer seus próprios preços. Segundo se deduz de alguns registros, tinha apenas o que bastava para levar uma vida decente, mas sem qualquer luxo. Ao contrário, sabe-se que era generoso. Dava quase tudo o que recebia em esmolas para os pobres e pagava jantares para os presos da cadeia. Em 1794, já idoso, vendeu sua casa própria sem razão declarada, mas supõe-se que tenha sido para ajudar seu discípulo predileto, José Teófilo de Jesus, que de fato foi se aperfeiçoar na Europa, e ao que tudo indica, às custas do mestre.
Sua última encomenda importante veio em 1796 na forma de seis painéis mais douramentos na sacristia da Igreja do Pilar, pelo que recebeu 368$000 réis. Depois continuou pintando obras menores. Em 1796, por 12$000 réis, criou um Cristo com a cana verde para o Recolhimento da Santa Casa; em 1801, dois quadros para a Ordem 3ª de São Francisco. Depois disso vão se perdendo os rastros de sua vida. Entre 1802 e 1803 estava vivendo outra vez em uma casa barata, de aluguel, pertencente à Ordem 3ª do Carmo. Seus últimos anos foram aflitos for doenças, e os passou em uma casa de campo que tinha na freguesia de Santo Antônio. Ali morreu em 12 de outubro de 1807, sem ter casado e sem deixar descendência conhecida. Foi sepultado na Igreja da Palma.

## Obra e contexto

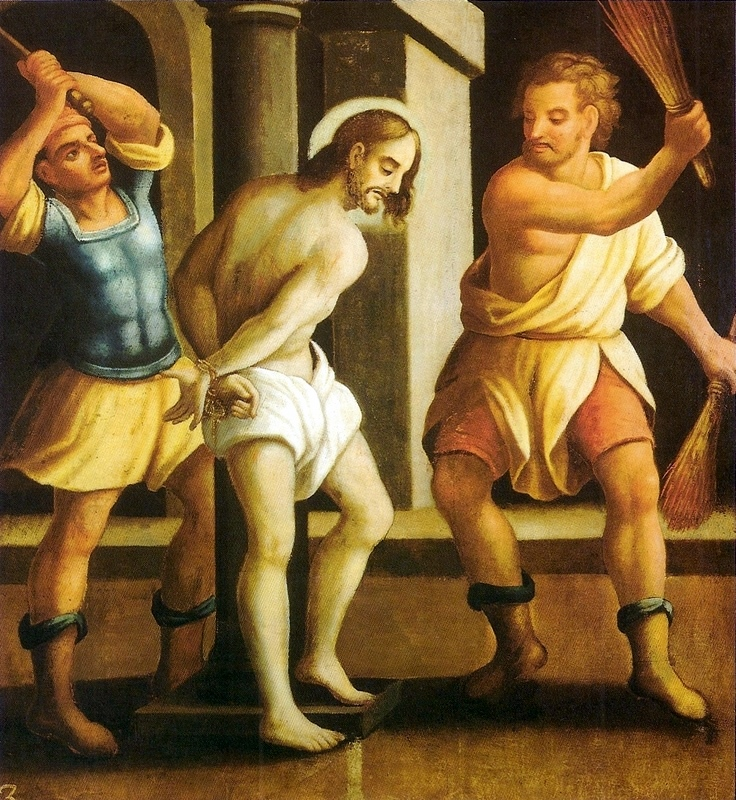
A Flagelação de Cristo. Bandeira da Procissão dos Fogaréus. Museu da Santa Casa de Misericórdia da Bahia

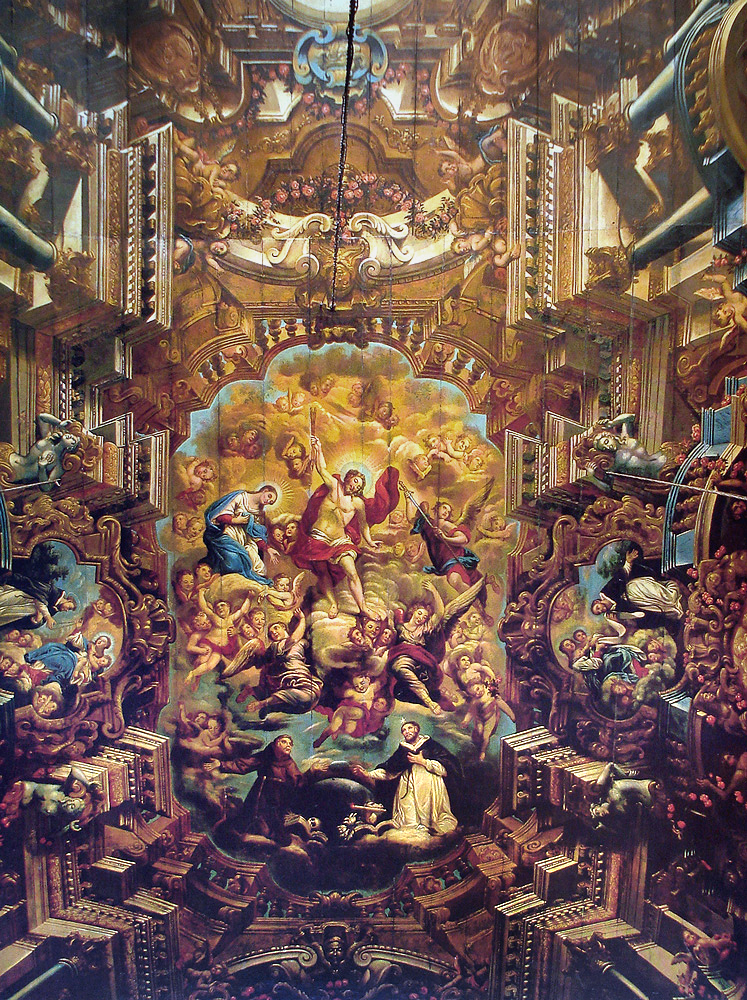
Teto da Igreja da Ordem 3ª de São Domingos

Como a Igreja Católica era a maior mecenas naquele período, quase não havendo mercado para pintura profana na colônia, toda a produção de José Joaquim está na arte sacra. Durante o período Barroco em que viveu a Igreja dava muitas das orientações a respeito da criação da obra, determinando o tema, as maneiras de representá-lo, e até mesmo decidia sobre as decorações secundárias. Aos artistas cabia acatar essa orientação, embora dentro dessa moldura houvesse espaço para muita criatividade, sempre que não confrontasse os preceitos. Pois a arte sacra daquele tempo, muito mais do que servir como simples decoração das igrejas, era em essência funcional e didática: tinha o propósito específico e maior de edificar o povo nos bons costumes e estimular a sua devoção através de obras dramáticas, de grande apelo visual e intenso poder evocativo. E como foi uma prática corriqueira em seu tempo, suas fontes estilísticas derivam tanto do aprendizado junto aos mestres — sendo preponderante, como é natural, a influência da escola portuguesa de pintura — como do estudo de uma rica iconografia de gravuras e estampas que circulava na colônia. Esse material, que vinha em quantidades da Europa, era um corpo muito heterogêneo de imagens de vários estilos e épocas, muitas eram cópias de composições famosas, e isso explica em parte o ecletismo e o sentido imitativo-criativo do Barroco nacional e da própria obra de José Joaquim, pois sabe-se que ele, não fugindo ao costume, também utilizou esse tipo de imagem como modelo em muitas de suas criações, adaptando muitas vezes de maneira original as fórmulas consagradas. Ao mesmo tempo, isso colabora para que o nível de qualidade da sua produção seja pouco consistente. Também concorre, para isso, o fato de ele colocar muitos aprendizes em diferentes estágios de capacitação para ajudá-lo. Esses fatores problematizam a exata caracterização do seu estilo pessoal e tornam difícil identificarmos até onde agiu a mão de cada um. Mas todas essas características eram a norma do seu tempo, e são o que dá tipicidade ao Barroco brasileiro.
A obra de José Joaquim ainda espera mais estudos; não obstante, a crítica especializada já pôde em parte penetrar nesse emaranhado ainda por explorar completamente e sua individualidade artística já foi razoavelmente delimitada, com um estilo denso e de grande plasticidade, bem acima da média do seu contexto em refinamento e habilidade técnica, possuindo um caráter erudito e disciplinado, conforme às regras do seu tempo, mas sem deixar de ser inventivo. Ele inspirou duas gerações de continuadores.
Suas obras de perspectiva ilusionística nos tetos da Igreja de Nossa Senhora da Conceição da Praia, da Igreja da Ordem Terceira de São Domingos e da Igreja do Rosário dos Pretos (atribuição), suas criações mais ambiciosas e impactantes, numa técnica que se tornou muito apreciada no Brasil colonial, são filhas diretas de uma tradição inaugurada na Itália e consagrada por Andrea Pozzo no século XVII, que criava nos tetos uma ilusão de espaço tridimensional, abrindo-se para o céu em visões gloriosas. Essa técnica exigia um grande conhecimento da perspectiva e do escorço, que só artistas muito talentosos e bem treinados eram capazes de dominar. Embora talvez tenha sido em Portugal onde aprendeu a técnica, a influência de Pozzo já era sentida no Brasil desde o início do século XVIII. É possível que ele tenha conhecido a maior criação do italiano, o teto da Igreja de Santo Inácio de Loyola em Roma, uma obra que produziu vasta escola, através de gravuras. Carlos Ott se arriscou a sugerir que a sua suposta viagem a Portugal possa ter se estendido à Italia, onde poderia ter visto em primeira mão a celebrada pintura. No entanto, segundo Paiva & Pires, sua interpretação do estilo de Pozzo segue uma tradição especificamente portuguesa. Pozzo escorçava acentuadamente as figuras da cena central para que a ilusão de tridimensionalidade se prolongasse da arquitetura fictícia até o céu sem quebra de continuidade, mas os portugueses, no que os seguiram José Joaquim, Mestre Ataíde e outros pintores coloniais, preferiram criar um medalhão central bem definido, e sem escorço pronunciado nas figuras, originando um espaço mais plano. Era o que se chamava de "quadro recolocado", pois sua composição espacial interna equivalia à dos painéis destinados a serem vistos nas paredes.
No campo temático, dependia muito das escolhas das irmandades que o patrocinavam, mas foram mais frequentes em sua obra cenas da vida da Virgem Maria, como seu casamento, a Anunciação, a visita a Santa Isabel, o nascimento de Jesus. Menos comuns são cenas da vida de Jesus, mas deixou algumas obras tratando da sua Paixão e Morte, da Ressurreição e do Pentecostes.

## Legado

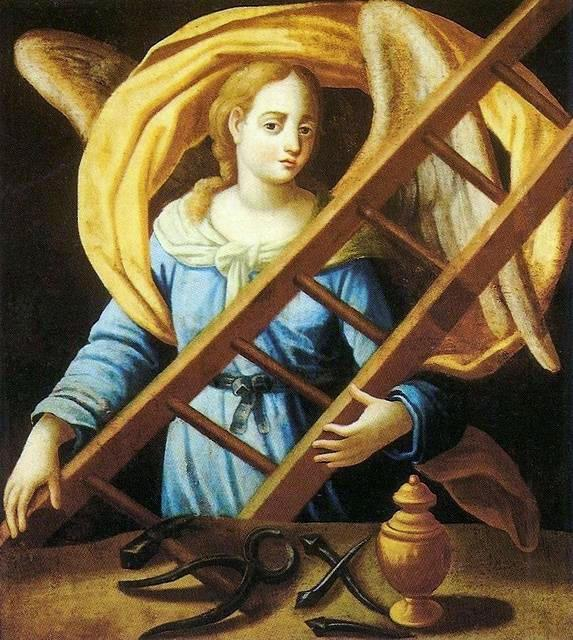
Anjo com símbolos da Paixão de Cristo: escada, torquês, cravos e vaso de ungüento, 1786. Museu de Arte da Bahia.

A pintura baiana até o surgimento de José Joaquim era modesta. Apesar de Capital da colônia e movimentado entreposto comercial, Salvador ainda era uma pequena cidade, e só em 1808 chegou à marca de 50 mil habitantes. Também era o principal polo de cultura brasileiro, mas em muitos aspectos era uma cultura provinciana, dominada pela religião, que funcionava com base no trabalho escravo e que para fazer arte dependia em grande medida do improviso e de artífices mal treinados e pior pagos, incluindo escravos e pardos forros, sendo raros os mestres, como Calmão, Simões, Filgueira, Maciel, que foram os precursores e contemporâneos de José Joaquim. A importância desses artistas como bons pioneiros não pode ser menosprezada, mas o legado maior de José Joaquim está em ter dado um grande impulso renovador e qualificador à escola baiana, sendo por isso considerado o seu fundador e seu mais destacado integrante, uma escola que manteve viva a tradição barroca de seu mestre até meados do século XIX.
Em levantamento feito em 1961, Carlos Ott listou 52 obras de sua autoria, incluindo tanto as atribuídas como as documentadas. Em publicação de 2005, Percival Tirapeli afirmou que o número de obras identificadas havia subido para 150. Porém, esses números podem ser enganosos, havendo considerável polêmica sobre as atribuições. Quase todas elas permanecem in situ, mas algumas de suas obras de cavalete estão preservadas no Museu de Arte da Bahia‎, no Museu de Arte Sacra da Bahia e no Museu da Santa Casa de Misericórdia da Bahia.

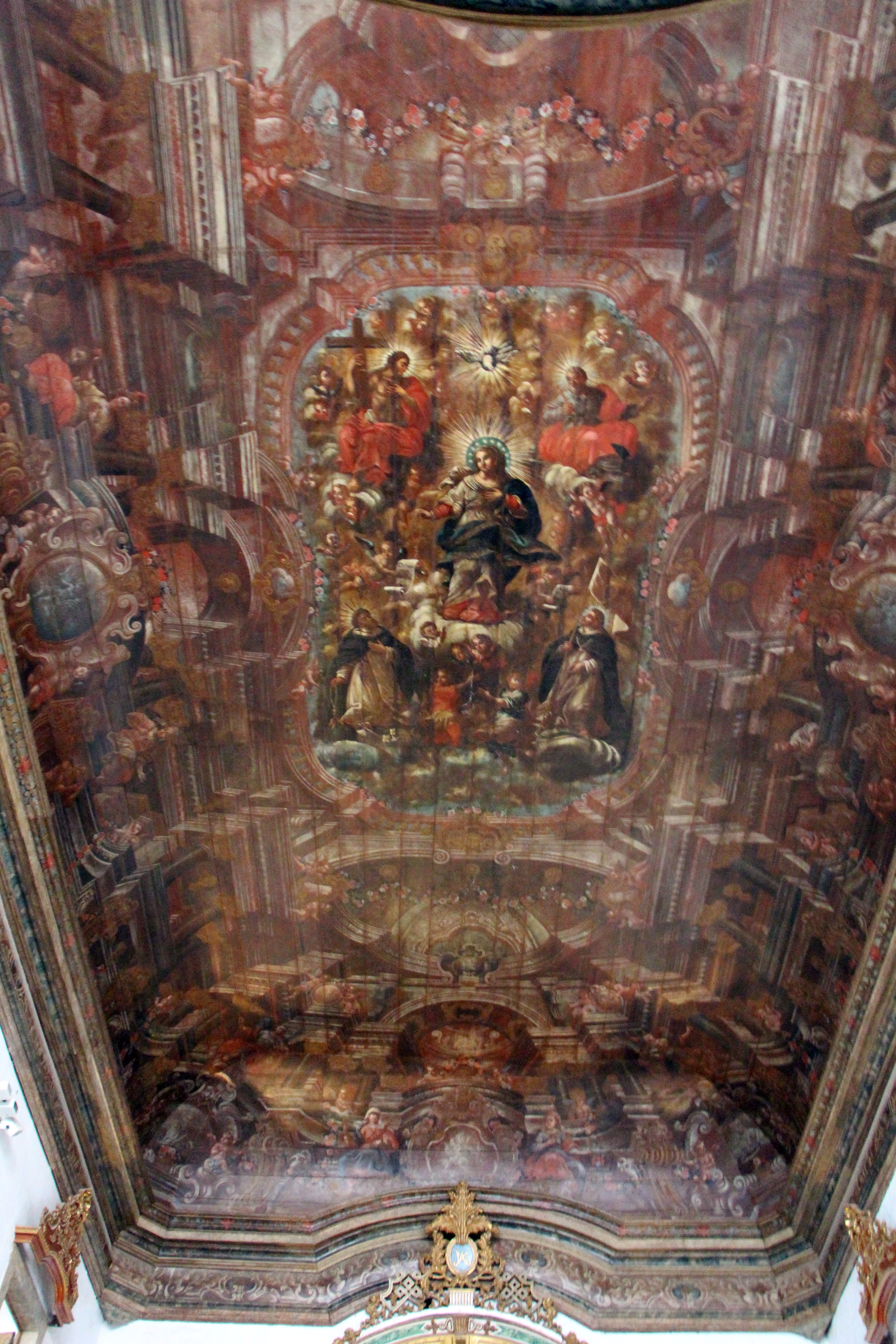
Teto da Igreja do Rosário dos Pretos, atribuído a Rocha por Carlos Ott.

Entre seus discípulos estão Sousa Coutinho, Franco Velasco, Lopes Marques, Antônio Dias, Nunes da Mota, Mateus Lopes, Veríssimo de Freitas, Rufino Capinam, mas sobretudo José Teófilo de Jesus, o mais importante dentre eles e o favorito do mestre. Sua obra já foi estudada por Manuel Raymundo Querino (que introduziu o conceito de "Escola Baiana"), Carlos Ott, Clarival do Prado Valadares, Marieta Alves, Maria de Fátima Campos e outros eruditos, mas precisa de mais pesquisas para que se esclareçam as polêmicas e incertezas que o cercam, principalmente no que diz respeito às atribuições de autoria. Sua importância, porém, já foi amplamente reconhecida, e pode ser sintetizada nas palavras de Carlos Ott:
"Apesar de ter-se inspirado na pintura portuguesa e particularmente na italiana, criou uma pintura nova: a pintura baiana. E isso a um tempo em que no Brasil, sendo ainda colônia de Portugal, poucos artistas revelam mentalidade tipicamente brasileira. Nas pinturas de José Joaquim da Rocha não se trata da arte popular, como se dá com inúmeros quadros existentes em igrejas baianas. Ele passou por uma escola e, o que foi mais, fundou uma escola de pintores.
O precioso legado que deixou também precisa de melhor conservação. O teto da Igreja da Praia, sua obra máxima e uma das mais importantes do Barroco brasileiro, esteve por vários anos em processo de degradação, e segundo laudos técnicos por pouco não veio abaixo, mas o Iphan iniciou um restauro emergencial em 2012. As obras da Matriz de São Pedro Velho, consideradas entre suas melhores, foram destruídas em uma reforma no século XX, e o teto da Igreja do Rosário dos Pretos, também entre os melhores que saíram de seu pincel (se é mesmo dele, sendo uma atribuição), foi há muito tempo coberto por repintura e esquecido. Foi no entanto redescoberto em 1979 em uma restauração. Os anos se passaram e foi novamente considerado perdido pelo acúmulo de mofo, sujeira, umidade e oxidação do verniz, mas outra vez foi "redescoberto" e restaurado em 2010.